# Rallye de Yalta
Le Rallye de Yalta (ou Prime Yalta Rally) est une épreuve de rallye ukrainienne se déroulant sur asphalte annuellement dans la région de Yalta, en Crimée. Il devient officiellement le Rallye d'Ukraine lors de son intégration dans l'Intercontinental Rally Challenge en 2011.

## Histoire
Il rentre dans le championnat national ukrainien dès sa première édition.
Pour sa seconde année d'existence, il est comptabilisé en Coupe FIA des rallyes d'Europe de l'Est.
Les ukrainiens Yuriy Protasov et Oleksandr Saliuk jr. l'ont remporté à deux reprises.

## Palmarès
| Année | Edition                 | Pilote               | Copilote         | Voiture                  | Classements internationaux |
| ----- | ----------------------- | -------------------- | ---------------- | ------------------------ | -------------------------- |
| 2005  | 1er Life Yalta Rally    | Yuriy Protasov       | Taras Chernukha  | Subaru Impreza STi N8    |                            |
| 2006  | 2e Nemiroff Yalta Rally | Volodymyr Petrenko   | Dmytro Yarovenko | Mitsubishi Lancer Evo IX | ERCe                       |
| 2007  | 3e Prime Yalta Rally    | Oleksandr Saliuk jr. | Adrian Aftanaziv | Mitsubishi Lancer Evo IX | ERCe                       |
| 2008  | 4e Prime Yalta Rally    | Yuriy Protasov       | Oleksandr Gorbik | Mitsubishi Lancer Evo IX | ERCe                       |
| 2009  | 5e Prime Yalta Rally    | Oleksandr Saliuk jr. | Adrian Aftanaziv | Mitsubishi Lancer Evo IX | ERCe                       |
| 2010  | 6e Prime Yalta Rally    | Igor Chapovskyi      | Andriy Nikolaev  | Subaru Impreza STi N12   | ERCe                       |
| 2011  | 7e Prime Yalta Rally    | Juho Hänninen        | Mikko Markkula   | Škoda Fabia S2000        | ERCe, IRC                  |
| 2012  | 8e Prime Yalta Rally    | Yağiz Avci           | Bahadir Gücenmez | Ford Fiesta S2000        | ERCe, IRC                  |